# Otto Wissig (Kirchenmusiker)
Otto Wissig (* 9. April 1886 in Rodheim vor der Höhe; † 10. Oktober 1970 in Oldenburg) war ein deutscher evangelischer Kirchenmusiker und Organist.

## Leben und Werk
Otto Wissig studierte an den Universitäten Heidelberg, Gießen und Leipzig Theologie und Musikwissenschaft sowie am Leipziger Konservatorium Orgel, Klavier, Musiktheorie und Komposition. 1909 promovierte er in Leipzig mit einer Dissertation über Franz Schuberts Messen. Im selben Jahr wurde er in Sankt Petersburg Organist der deutschen Hauptkirche St. Petri. 1919 wurde er Organist und Chorleiter an der Lambertikirche in Oldenburg. Otto Wissing war der Gründer des Oldenburger Bach-Vereins. 1929 wurde er in Oldenburg zum Landeskirchenmusikdirektor ernannt und wirkte dort in dieser Funktion bis 1960.